# سيموني بوليلي

## روابط إضافية
- سيموني بوليلي على موقع رابطة محترفي التنس (الإنجليزية)
- سيموني بوليلي على موقع الاتحاد الدولي لكرة المضرب (الإنجليزية)
- سيموني بوليلي على موقع كأس ديفيز (الإنجليزية)
- سيموني بوليلي على موقع خلاصة التنس.كوم (الإنجليزية)
- سيموني بوليلي على موقع إي إس بي إن.كوم (الإنجليزية)
- سيموني بوليلي على موقع اللجنة الأولمبية الدولية (الإنجليزية)
- سيموني بوليلي على موقع أوليمبيديا (الإنجليزية)
- سيموني بوليلي على موقع CONI honoured athlete website (الإيطالية)
- Bolelli Recent Match Results
- Bolelli World Ranking History